# Gaylord-Nunatak
Der Gaylord-Nunatak ist ein 1500 m (nach Angaben des UK Antarctic Place-Names Committee 1400 m) hoher Nunatak im westantarktischen Ellsworthland. Er ragt 2,5 km nordnordöstlich des Schmutzler-Nunatak im südöstlichen Teil der Grossman-Nunatakker auf.
Der United States Geological Survey (USGS) kartierte ihn anhand eigener Vermessungen und mithilfe von Luftaufnahmen der United States Navy zwischen 1961 und 1968 sowie Landsat-Satellitenbildern von 1973 bis 1974. Das Advisory Committee on Antarctic Names benannte ihn 1987 nach Chauncey L. Gaylord (1921–1995), Kartograf des USGS von 1942 bis 1976, der lange Jahre an der Erstellung von Kartenwerken zur Antarktis arbeitete.